# Генріх Шмід
Генріх Шмід (нім. Heinrich Schmid; 22 травня 1915, Бад-Райхенгалль — 8 травня 1943, Біскайська затока) — німецький офіцер-підводник, корветтен-капітан крігсмаріне.

## Біографія
8 квітня 1934 року вступив на флот. З вересня 1938 року — вахтовий офіцер в 6-й флотилії торпедних катерів. В квітні-жовтні 1940 року пройшов курс підводника. В жовтні-грудні 1940 року — інструктор торпедного училища в Мюрвіку. З 30 січня 1941 року — 1-й вахтовий офіцер на підводному човні U-555. З 17 червня 1941 по 15 січня 1942 року — командир U-7, з 14 травня 1942 року — U-663, на якому здійснив 3 походи (разом 90 днів у морі). 7 травня 1943 року човен був важко пошкоджений глибинними бомбами австралійського летючого човна «Сандерленд» в точці 47°06′ пн. ш. 10°58′ зх. д. і наступного дня затонув в Біскайській затоці південно-західніше Бреста приблизно в точці 46°50′ пн. ш. 10°00′ зх. д.. Всі 49 членів екіпажу загинули.
Всього за час бойових дій потопив 2 кораблі загальною водотоннажністю 10 924 тонни.
| Дата              | Назва корабля      | Тип               | Тоннаж | Вантаж                         | Екіпаж | Загинули | Країна             | Конвой |
| ----------------- | ------------------ | ----------------- | ------ | ------------------------------ | ------ | -------- | ------------------ | ------ |
| 26 листопада 1942 | Barberrys          | Торговий пароплав | 5,170  | 6867 тонн генеральних вантажів | 53     | 31       | Британська імперія | SC-110 |
| 18 березня 1943   | Clarissa Radcliffe | Торговий пароплав | 5,754  | 8450 тонн залізної руди        | 53     | 53       | Британська імперія | SC-122 |

## Звання
- Кандидат в офіцери (8 квітня 1934)
- Морський кадет (26 вересня 1934)
- Фенріх-цур-зее (1 липня 1935)
- Оберфенріх-цур-зее (1 січня 1937)
- Лейтенант-цур-зее (1 квітня 1937)
- Оберлейтенант-цур-зее (1 квітня 1939)
- Капітан-лейтенант (1 квітня 1942)
- Корветтен-капітан (1 травня 1943, посмертно заднім числом)

## Нагороди
- Медаль «За вислугу років у Вермахті» 4-го класу (4 роки)
- Залізний хрест 2-го класу[2]
- Нагрудний знак підводника[2]